# Термофилы
Термофи́лы, или Термофильные организмы (от др.-греч. θέρμη — тепло и φιλέω — люблю), — живые организмы, способные существовать при постоянно высоких температурах. Термофилы нередко рассматриваются как частный случай экстремофилов.
Термофильными считаются микроорганизмы, которые живут при температуре выше 45 °C. Термофилы были найдены в различных геотермальных регионах Земли: например, в горячих источниках, похожих на источники Йеллоустонского национального парка (США), в морских гидротермальных источниках. Другие места обитания термофильных микроорганизмов — верхние слои почвы, сильно нагреваемой солнцем, а также саморазогревающиеся под действием термогенных бактерий органические материалы типа навоза, торфа, сена или зерна.
Одной из причин выживания термофилов является наличие у них ферментов, способных функционировать при высоких температурах. В молекулярной биологии и в производстве моющих средств используются некоторые из этих ферментов (например, теплостойкая ДНК-полимераза в полимеразной цепной реакции). Термофилы делятся на облигатных и факультативных: облигатные термофилы (также известные как крайние термофилы) постоянно требуют таких высоких температур для роста, но факультативные термофилы (умеренные термофилы) могут расти как при высоких температурах, так и при низких (ниже 50 °C). Гипертермофилы — некоторые экстремальные термофилы, для которых оптимальные температуры выше 80 °C. Многие термофильные микроорганизмы относятся к домену архей.
Известны бактерии и археи, которые продолжают развиваться при температурах от 70 до 110 °C; для микроскопических грибов и водорослей максимальные температуры нормального развития составляют от 55 до 60 °C, у простейших — от 45 до 50 °C.
Иногда термин «термофилы» используют в более широком смысле, включая в это понятие те организмы, которые обитают как паразиты либо сапрофиты в теле теплокровных животных при температуре от 35 до 40 °C, а также обитающих в тропиках животных и растения (при таком подходе теплолюбивые растения рассматриваются как частный случай термофилов).
Для животных-термофилов характерно наличие достаточно высокой температурной границы, ниже которой они не могут существовать. К примеру, рачок Thermosbaena mirabilis, живущий в источниках с температурой от 40 до 45 °C, погибает, если температура опускается ниже 30 °C.